# Episodi di Genius (prima stagione)
La prima stagione della serie televisiva Genius, composta da 10 episodi, è stata trasmessa negli Stati Uniti d'America dal canale via cavo National Geographic dal 25 aprile al 20 giugno 2017.
In Italia, la stagione è andata in onda sul canale satellitare National Geographic dall'11 maggio al 13 luglio 2017.
| nº | Titolo originale | Titolo italiano            | Prima TV USA   | Prima TV Italia |
| -- | ---------------- | -------------------------- | -------------- | --------------- |
| 1  | Chapter One      | Genio ribelle              | 25 aprile 2017 | 11 maggio 2017  |
| 2  | Chapter Two      | L'amore per Mileva         | 2 maggio 2017  | 18 maggio 2017  |
| 3  | Chapter Three    | I primi passi              | 9 maggio 2017  | 25 maggio 2017  |
| 4  | Chapter Four     | L'anno del miracolo        | 16 maggio 2017 | 1º giugno 2017  |
| 5  | Chapter Five     | La teoria della relatività | 23 maggio 2017 | 8 giugno 2017   |
| 6  | Chapter Six      | Un nuovo amore             | 30 maggio 2017 | 15 giugno 2017  |
| 7  | Chapter Seven    | Gli anni della guerra      | 6 giugno 2017  | 22 giugno 2017  |
| 8  | Chapter Eight    | In fuga dalla Germania     | 13 giugno 2017 | 29 giugno 2017  |
| 9  | Chapter Nine     | In esilio                  | 20 giugno 2017 | 6 luglio 2017   |
| 10 | Chapter Ten      | Gli ultimi anni            | 20 giugno 2017 | 13 luglio 2017  |